# Lauchsee
Lauchsee je rašelinové jezero o rozloze 2,5 ha v tyrolském okrese Kitzbühel. Nachází se na území obce Fieberbrunn v nadmořské výšce 859 m n. m. nad potokem Pletzerbach. Je 260 m dlouhé, 120 m široké.
V jezeře leží dva malé ostrůvky. Maximální hloubka vody je 4,3 metru. U jezera Lauchsee se nachází koupaliště provozované pod názvem Moorbad Lauchsee.
Na jižním břehu jezera lze rybařit ve dnech mimo koupací sezónu, za nepříznivého počasí nebo v noci. V jezeře se z ryb vyskytuje např. kapr, candát, štika, úhoř nebo lín.